# Ludwig Gruner
Pour les articles homonymes, voir Gruner.
Ludwig Gruner est un graveur et dessinateur allemand né le 24 février 1801 à Dresde et mort le 27 février 1882 dans la même ville. Il a également été directeur du Cabinet royal d'imprimerie de Dresde.

## Biographie
Ludwig Gruner veut à l'origine devenir peintre décorateur et commence ses études en ce sens en 1815 auprès de Max Klinger. Il suit ensuite les cours d'Ephraim Gottlieb Krüger (de) à l'École supérieure des beaux-arts de Dresde. En 1825, grâce au soutien de mécènes, il s'installe à Milan et peut suivre les cours de Giuseppe Longhi et Pietro Anderloni. En 1828, il entreprend un voyage en direction du sud de la France et en Espagne, où il se concentre pendant trois mois sur l'Escurial. Il retourne à Milan en 1832 et achève la gravure du portrait d'Anton Raphael Mengs, avant de traverser l'Angleterre jusqu'en Écosse. Là-bas, il étudie quelques Madones de Raphaël et L'Exposition de Moïse de Nicolas Poussin, parties de la collection du palais de Blenheim. De 1836 à 1843, il vit à Rome, où il se concentre principalement sur Marc Antoine et réalise des gravures à partir d'une série de mosaïques sous le titre I mosaici della cupola nella cappella Chigiana di S. Maria del Popoplo in Roma inventati da Raffaelle Sanzio d'Urbino. Il s'occupe ensuite des fresques du plafond de la salle Héliodore.
En 1842, Ludwig Gruner retourne en Angleterre pour réaliser des dessins, aux dimensions originales, basés sur les œuvres de Raphaël du Château de Hampton Court. À Londres, il bénéficie des faveurs du prince consort Albert de Saxe-Cobourg-Gotha, pour qui il travaille de 1842 à 1855, et de sa compagne, la reine Victoria. En 1845, Gruner est nommé conseiller artistique de la reine. Il est également responsable de l'acquisition d'une soixantaine de peintures et de sculpture et de la direction des travaux de décoration du palais de Buckingham et de la Osborne House. Il contribue également à l'élaboration des plans du mausolée de Frogmore. Entre 1845 et 1848, il est de nouveau à Rome.
Le 2 juillet 1858, il est nommé directeur du Cabinet royal d'imprimerie de Dresde, recevant une chaire à l'Académie et devenant membre de la commission de la galerie. Dès 1863, il commence à acheter de précieux tableaux espagnols venus de Londres et provenant de la collection de Louis-Philippe Ier. Ernst Mohn est un de ses étudiant à l'Académie. Il se rend à Londres pratiquement tous les étés pour entretenir ses liens avec l'Angleterre. Il travaille également pour Arundel. Ses principales œuvres tournent autour de son admiration pour Raphaël et pour la Renaissance italienne. Un problème oculaire survenu au milieu des années 1840, le contraint de se tourner vers les arts décoratifs.
En 1860 et 1861 il livre les décorations du mausolée de la duchesse de Kent et les dessins du mausolée du prince Albert. Il décède le 27 février 1882 à Dresde.